# 7 жени
„7 жени“ е роман на българския писател Иво Сиромахов. Книгата е издадена през 2015 г. от издателство „Сиела“.
Произведението „7 жени“ е продължение на „Моят таен любовен живот“.